# La strada per Fort Alamo
La strada per Fort Alamo è un film del 1964 diretto da Mario Bava, sotto lo pseudonimo di John M. Old.

## Trama
Uno straniero arriva in un villaggio alle sei di mattina per parlare con lo sceriffo e avvertirlo che gli indiani Osage sono sul piede di guerra e, trovandolo a dormire, lo aspetta nel saloon, dove si sta svolgendo da tutta la notte una partita a poker. Ben presto lo straniero si accorge che il più anziano dei giocatori, il signor Silver, è un baro e lo fa notare al più giovane, di nome Slim. Si ha una sparatoria e Slim e lo straniero feriscono Silver, ma arriva lo sceriffo (d'accordo con quest'ultimo), che li vuole arrestare. I due, però, riescono a fuggire. Lo straniero, di nome Bud, racconta a Slim la sua storia e dice che per colpa della guerra ormai non ha più né il ranch né il bestiame; Slim decide di portarlo allora da dei suoi amici, esperti in abigeato. Uniscono le loro forze e si travestono da nordisti per andare a prendere 150.000 dollari in banca, falsificando l'ordine d'incasso dell'esercito. Lo sceriffo però sospetta qualcosa, decide di entrare in banca, ma uno dei malviventi spara e lo uccide. A quel punto Bud e i suoi amici sono costretti a fuggire con il malloppo. Bud vorrebbe dividersi il bottino e andarsene, ma il capo della banda non è d'accordo e fa colpire sia lui che Slim, mentre loro se ne vanno con i soldi; arrivano gli indiani e legano i due poveri uomini, ancora vestiti da nordisti, per terra e li lasciano al sole (la cosiddetta "tortura della sete").
Di lì a poco Bud e Slim vengono trovati dai nordisti e, in virtù del loro travestimento, vengono scambiati per commilitoni. Bud è vestito da tenente e Slim da sergente: diventano dunque il Tenente John Smith e il Sergente Jim Kincaid. I nordisti stanno trasportando viveri, donne e bambini verso Fort Alamo e li prendono con loro. Tra le donne c'è anche una detenuta, Janet, accusata di tentato omicidio nei confronti di un soldato, che voleva violentarla. Presto il tenente fa amicizia con il sergente Warwick, il quale sospettoso gli chiede che accademia ha frequentato, suggerendogli una risposta: quella di Annapolis e il tenente conferma. Appena cala la notte, Bud sveglia Slim e gli dice di stare pronto a fuggire, ma mentre sta per andarsene vede un indiano che tenta di uccidere alle spalle Warwick, che stava di guardia: senza esitazione, per salvare l'amico, spara e lo uccide. Il giorno dopo Warwick dice al tenente che ad Annapolis c'è un'accademia navale e quindi lui mente, ma non dirà nulla perché si rende conto che è un valido elemento per raggiungere Fort Alamo, grazie alla sua conoscenza degli indiani e dei luoghi: Janet sente tutto e capisce che non è l'unica fuorilegge. Trovano anche un altro della vecchia banda travestita da nordisti, Carson, con il bottino ma Bud e Slim fanno finta di non riconoscerlo e lo prendono con loro.
La situazione degenera quando, nonostante il consiglio del tenente di non attraversare il cimitero indiano, il capitano Hull fa di testa sua, scatenando l'ira degli Osage. Mentre stanno per accamparsi per passare la notte, trovano due soldati legati a delle croci e accecati con delle frecce roventi. Calata la notte, Carson tenta di violentare Janet, il tenente se ne accorge e lo fa mettere ai ferri, dicendo al capitano che aveva provato a rubare i soldi. Il mattino seguente gli indiani tendono l'imboscata definitiva. A quel punto Warwick cerca di convincere il capitano a lasciare andare il tenente a Fort Alamo da solo per chiedere rinforzi, ma Hull dice di no: nonostante ciò, il tenente parte lo stesso, ma si fa vedere dagli indiani, i quali capiscono perché si è allontanato. Decidono allora di attaccare, ma il tenente ce l'ha fatta: arrivano i rinforzi. Carson, intanto, ruba il malloppo, uccide Slim e fugge, ma Bud lo insegue e dopo una scazzottata lo vede morire a causa di un colpo di fucile sparato da Warwick, che gli salva la vita, ricambiando il debito. Il malloppo è lì, ma l'onesto Bud lo consegna al "vero" nordista Warwick e finisce tra le braccia dell'amata Janet.

## Incassi
La strada per Fort Alamo incassò circa 130 milioni di lire italiane.